# 崖县叶下珠
崖县叶下珠（学名：Phyllanthus annamensis）为大戟科叶下珠属下的一个种。

## 扩展阅读
- 維基物種上的相關：崖县叶下珠